# UZ Brussel
Ne pas confondre avec les autres hôpitaux universitaires bruxellois : UZC Brussel, Érasme, ou Saint-Luc
L’Universitair Ziekenhuis Brussel, en abrégé UZ Brussel, est un établissement hospitalier de Bruxelles dépendant de la Vrije Universiteit Brussel (VUB). L'hôpital était dénommé Academisch Ziekenhuis VUB ou AZ-VUB par le passé.
L'hôpital est situé sur le campus de Jette de la Vrije Universiteit Brussel (VUB) dans la région de Bruxelles-Capitale. Son siège social est situé au no 101 de l'avenue du Laerbeek, à 1090 Jette. D'autres institutions partagent le campus avec l'hôpital, comme la faculté de médecine et de pharmacie de la VUB, le département Soins de Santé & Architecture paysagère de l'Erasmushogeschool Brussel et le club de sport Health City.
La langue véhiculaire de l'hôpital est le néerlandais, et l'hôpital développe une vision pluraliste.

## Chiffres
L'hôpital employait 3 405 travailleurs en 2012 (2 965 équivalents temps plein). Il se compose de 721 lits. Il accueille[Quand ?] environ 25 000 admissions par an et 400 000 patients ambulatoires.

## Services
L'hôpital contient des services de soins pour adultes et pour enfants, ainsi qu'une polyclinique. C'est surtout le centre de médecine pour la reproduction (Centrum voor Reproductieve Geneeskunde) qui est reconnu internationalement en raison de son rôle pionnier dans les techniques reproductives. Ainsi, le centre a développé la technique d'Injection intracytoplasmique de spermatozoïde. Le service des urgences de l'hôpital est considéré comme le plus grand service d'urgences de Flandres.

## Controverse
Fin 2022, alors qu’elle était sur le point d’accoucher, une demandeuse d'asile s'est vu refuser l'entrée à l'UZ Brussel, faute de pouvoir payer un acompte de 2.000 euros cash. L'hôpital universitaire regrette l'incident et a depuis sanctionné le membre du personnel ayant refusé l'admission de la femme enceinte. La femme a finalement donné naissance à son bébé à l'hôpital universitaire Brugmann de Laeken ,.

## Accès
Il y a trois arrêts de bus pour l'UZ Brussel :
- "UZ-Pédiatrie" : ligne 9 du tramway de Bruxelles, lignes 13 et 88 des autobus de Bruxelles et bus R10, 820 de De Lijn.
- "UZ Brussel" : ligne 9 du tramway de Bruxelles, lignes 13, 14 et 88 des autobus de Bruxelles et bus R10, 820 de De Lijn.
- "UZ-VUB" : lignes 13, 14 et 88 des autobus de Bruxelles et bus R10, 820 de De Lijn.

## Personnalités
Les personnalités suivantes sont ou ont été en rapport avec l'UZ Brussel : 
- Mbark Boussoufa (1984) : ce footballeur a fait un don de 10 000 € en 2012 à la clinique pour enfants de l'UZ Brussel[5]
- Pedro Brugada (nl) (1952), cardiologue, responsable du centre de gestion du rythme cardiaque à l'UZ Brussel
- Erik Derycke (1949), personnalité politique (BWP), Président du Conseil d'administration de l'UZ Brussel
- Willy Gepts (de) (1922–1991), pathologiste et diabétologue, chef de service de pathologie à l'UZ Brussel
- Fernando Nobre (1951), médecin militant des droits humains, docteur en chirurgie et urologie à l'UZ Brussel
- Joseph Marcel Ramet (1955-2019), responsable de l'unité de soins intensifs pédiatriques à l'UZ Brussel
- Elke Sleurs (1968), gynécologue et homme politique (N-VA), docteur en diagnostic prénatal à l'UZ Brussel
- Jean-Pierre Van Rossem (1945–2018), personnalité politique (ROSSEM (nl)), dirigeant du sport automobile belge, décédé à l'UZ Brussel